# Landslide (песня Оливии Ньютон-Джон)
«Landslide» — песня, записанная австралийской певицей Оливией Ньютон-Джон для её одиннадцатого студийного альбома Physical 1981 года. Автором песни и продюсером выступил Джон Фаррар. Песня была выпущена в нескольких странах в качестве третьего и последнего сингла с альбома в апреле 1982 года.
Сингл не добился успеха своих предшественников, но попал в топ-20 в Бельгии и Великобритании, достигнув 18-го места в UK Singles Chart. Он также достиг 52-го места в американском чарте Billboard Hot 100.

## Отзывы критиков
Рецензент журнала Cash Box отметил, что это из самых громких треков Оливии. Также он написал, что обычно лёгкий, как воздух, голос певицы входит в образ, звуча здесь более неистово и пламенно.

## Чарты
| Чарт (1982)                     | Высшая позиция |
| ------------------------------- | -------------- |
| Бельгия/Фландрия (Ultratop 50)  | 18             |
| Нидерланды (Dutch Tipparade)    | 5              |
| Нидерланды (Single Top 100)     | 39             |
| Великобритания (OCC UK Singles) | 18             |
| США (Billboard Hot 100)         | 53             |
| США (Cash Box Top 100)          | 54             |